# Tolegnaro
Tolegnaro là một chi nhện trong họ Oonopidae.